# 伴野時直
伴野 時直（ともの ときなお）は、鎌倉時代前期の武将・御家人。

## 生涯
『吾妻鏡』暦仁2年(1239年)1月5日条では幕府の的始の儀で射手を務め、『吾妻鏡』宝治2年(1248年)4月20日条では由比ヶ浜での小笠懸の射手を務めている。将軍宗尊親王に従い、最明寺参詣（『吾妻鏡』康元元年(1256年)7月17日条）や勝長寿院供養（『吾妻鏡』正嘉2年（1258年）6月4日条）、鶴岡八幡宮放生会（[『吾妻鏡』弘長元年(1261年)8月15日条）でそれぞれ随兵を勤めている。一遍に帰依し、弘安2年（1279年）、金台寺を創建した。
子の長泰の時代に、弘安8年(1285年)の霜月騒動によって没落した。